# Вецано (Тренто)
Вецано (итал. Vezzano) је насеље у Италији у округу Тренто, региону Трентино-Јужни Тирол.
Према процени из 2011. у насељу је живело 1239 становника. Насеље се налази на надморској висини од 381 м.

## Становништво
| 1931. | 1936. | 1951. | 1961. | 1971. | 1981. | 1991. | 2001. | 2011. |
| ----- | ----- | ----- | ----- | ----- | ----- | ----- | ----- | ----- |
| 2.030 | 1.863 | 2.023 | 1.977 | 1.861 | 1.725 | 1.730 | 1.973 | 2.183 |